# Rat King
De Rat King is een personage uit de Teenage Mutant Ninja Turtles-franchise. Hij werd bedacht door Mirage Studio’s tekenaar Jim Lawson. Hij kwam voor in de originele stripserie, beide animatieseries en de Archie TMTN Adventures-stripserie.

## Mirage Comics
De Rat King verscheen voor het eerst in Tales of the TMNT #4, geschreven door Jim Lawson. Hij vocht met de Turtles en Casey Jones in een verlaten fabriek. Na het gevecht viel het monster (hij kreeg zijn naam pas aan het eind van het verhaal) in een silo en werd voor dood achtergelaten. Hij noemde zichzelf de Rat King (rattenkoning) omdat ratten de enigen waren die hem niet vreesden.
Zijn tweede optreden was in de "City at War" verhaallijn, waarin hij zich een paar maal toonde aan Splinter, die op sterven lag in de silo waar Rat King eerder in was gevallen. Splinter wist te genezen, maar toen hij maanden later de Rat King wilde opzoeken, vond hij enkel een skelet bedekt met de lompen die Rat King droeg.
Enkele fans zijn van mening dat Rat King als silhouet te zien was in de laatste incarnatie van de Mirage-strip, kijken naar Splinter, kort voor zijn eigen dood. De afbeelding is echter vaag en Peter Laird wil niets loslaten over of dit gerucht waar is of niet.
Er is maar weinig bekend over de Rat King: zijn oorsprong en de limiet van zijn krachten zijn nooit vermeld.

## Eerste animatieserie
In de eerste animatieserie was de Rat King (stem van Townsend Coleman) een dakloze man die woonde in de riolen van New York. Hij kon ratten commanderen door ze met zijn fluit in een hypnotische trance te brengen (zoals de Rattenvanger van Hamelen). Zelfs Splinter, die van oorsprong een mens was, was niet immuun hiervoor. Toen hij voor het eerst verscheen ontvoerde hij April O'Neil toen ze het rattenprobleem van de stad onderzocht. De Turtles konden haar redden, maar niet voordat de Rat King controle nam over Splinter en hem tegen de Turtles liet vechten.
In de rest van de serie was de Rat King een mysterieus figuur. De ene keer leek hij aan de kant van de Turtles te staan, terwijl hij de andere keer weer tegen ze vocht. Hij had een obsessie om ratten te gebruiken om zijn eigen overheid op te richten, daar hij geloofde dat knaagdieren superieur waren aan alle andere levensvormen. In de aflevering Return of the Fly hielp hij April te redden van Shredder, terwijl hij ook zelf voor Shredder werkte (in o.a. de aflevering "Night of the Rogues").
De laatste aflevering waar hij in meedeed was Wrath of the Rat King, waarin Shredder en Krang hem vroegen hen te helpen de Turtles aan te vallen met enorme ratten, die aan het eind van de serie werden gekrompen tot normaal formaat.
Naast dat hij ratten kon commanderen leek deze versie van Rat King ook bovenmenselijke kracht te hebben. Hij kon de alligator Leatherhead overmeesteren en een volwassen man met 1 hand optillen.

## TMNT Adventures (Archie)
Ondanks dat de TMNT Adventures-stripserie gebaseerd was op de eerste animatieserie, vertoonde de Rat King in deze strips meer overeenkomsten met de Mirage Comics versie dan de versie uit de animatieserie. In deze stripserie werd hij ook wel Ha’ntaan genoemd, en was een zogenaamde heerser over de ratten en verdediger van hun interesses.
Ha’ntaan verscheen voor het eerst in een cameoin TMNT Adventures #11, waar hij Shredders schuilplaats verraad aan de Turtles. Zijn enige andere verschijning in de strips was in een verhaal getiteld The Future Shark Trilogy (TMNTA #42-44), een driedelig verhaal dat zich afspeelde eind 21e eeuw. Hierin reisden toekomstige versies van Donatello en Raphael naar het heden om de hulp in te roepen van de hedendaagse Turtles voor een reddingsmissie. Er werd onthuld dat Ha’ntaan—razend over de massale uitroeiing van ratten, iets waar de toekomstige Donatello verantwoordelijk voor was— de oorlog had verklaard aan de mensheid. Na een gevecht vluchtte hij, maar keerde weer terug tijdens de reddingsmissie in het laatste deel.
Hoewel deze versie van Rat King fysiek het zwakst is van alle incarnaties (Michelangelo kon hem met een klap bewusteloos slaan), was hij mentaal het sterkst. Hij kon een onbeperkt aantal ratten tegelijk telepathisch commanderen. Hij heeft ook een uitzonderlijk lang leven, en werd in 100 jaar nauwelijks ouder.

## Tweede animatieserie
In de tweede animatieserie stond de Rat King oorspronkelijk bekend als “The Slayer”. Zijn stem werd gedaan door David Zen Mansley.
Deze incarnatie van de Rat King werd gemaakt door Agent Bishop als een prototype van wat een supersoldatenleger zou moeten worden; een leger van soldaten gemaakt uit het DNA van Bishop en Splinter. Slechts enkele minuten na de “geboorte” van deze Rat King stroomde het lab over (als gevolg van het gevecht tussen Bishop en Splinter), en de Rat King vluchtte de riolen in.
Slayer/Rat King verscheen daarna in de aflevering I, Monster (gebaseerd op de “Tales of the TMNT” strip met dezelfde titel). Zijn uiterlijk was hier radicaal veranderd: zijn lichaam en gezicht waren verminkt, smerig, en bedekt met verband. Stukjes van zijn huid ontbraken en zijn nagels waren nu erg lang (als de klauwen van een rat). Zijn mentale toestand was er ook niet op vooruit gegaan: hij wisselde continu heen en weer tussen momenten van kalmte en momenten van gestoordheid. In die laatste toestand vocht hij met de Turtles en Casey in een verlaten fabriek. Net als in het originele verhaal viel hij uiteindelijk in een silo en werd voor dood achtergelaten. Alleen de ratten schenen hem niet te vrezen.
De Rat King/Slayer’s krachten en gaven zijn een mix van zijn vorige incarnaties. Als de Slayer is hij bovenmenselijk sterk (zoals in de eerste animatieserie), kan zichzelf onzichtbaar maken en snel genezen. Zijn “monster” incarnatie daarentegen lijkt de meeste van deze krachten te hebben verloren (mogelijk door de kloon degeneratie). Wel lijkt hij een onderbewuste controle te hebben over ratten.

## Derde animatieserie
In de derde animatieserie is de Rat King een wetenschapper genaamd Victor Falco. Hij maakt zijn debuut in de aflevering "Monkey Brains", waarin hij een neurochemicaal ontwikkeld waarmee hij gedachten kan lezen in de hoop zo zijn vijanden altijd een stap voor te zijn. Nadat blijkt dat hij zijn partner, Dr. Tyler, in een monster heeft veranderd door hem als proefpersoon te gebruiken, wordt hij gedwongen onder te duiken. Hij zet zijn experimenten voort in een oud, door ratten vergeven laboratorium. Door een ongeluk valt hij in een vat van zijn eigen chemicaliën, waardoor hij zwaar verminkt raakt maar wel de gave krijgt om ratten telepathisch te commanderen. 
In deze serie wordt zijn stem gedaan door Jeffrey Combs.

## Videospellen
Rat King verscheen als de derde eindbaas in de Super NES versie van Teenage Mutant Ninja Turtles: Turtles in Time. Hij was hier gebaseerd op de versie uit de eerste animatieserie, maar had geen controle over ratten. In plaats daarvan gebruikte hij een speedboot met raketten als wapen.
Hij is ook een eindbaas in de Super NES versie van Teenage Mutant Ninja Turtles: Tournament Fighters. Tevens is hij in dit spel een geheim bespeelbaar personage.
De Slayer versie van Rat King verscheen als een eindbaas in "Episode Two" van Teenage Mutant Ninja Turtles 3: Mutant Nightmare.